# Daniel Melingo
Alejandro Daniel Melingo (Parque Patricios, Buenos Aires, 22 de octubre de  1957) es un músico, autor, compositor y cantante  de rock argentino, que también ha incursionado en el folclore rioplatense como el tango y la milonga. Además es multiinstrumentista (toca saxofón, guitarra, clarinete). Integró la banda de Miguel Abuelo, Los Abuelos de la Nada y fue cofundador de Los Twist. Con estas últimas dos agrupaciones, ha sido autor de conocidas canciones como: «Chalamán», «Hulla hulla» y «Cleopatra (la reina del twist)».
En 2015 obtuvo el Premio Konex - Diploma al Mérito como uno de los cinco mejores cantantes de tango de la década en Argentina. Es, a su vez, considerado uno de los músicos más destacados del rock argentino.

## Biografía
La abuela paterna de Daniel Melingo era italiana, cantante en teatro alla Scala de Milán, y su abuelo paterno -también noritaliano- era violinista.

### Primeros años
Melingo inició tempranamente sus estudios musicales en el Conservatorio Nacional de Música «Carlos López Buchardo», donde estudió guitarra clásica y clarinete con un profesor llamado Filotete Martorella. Realizó sus estudios en el Conservatorio Municipal Manuel de Falla y en la Pontificia Universidad Católica Argentina Santa María de los Buenos Aires en la Cátedra de Musicología, Etnomusicología y Composición, cursando armonía, composición e interpretación.

### Carrera

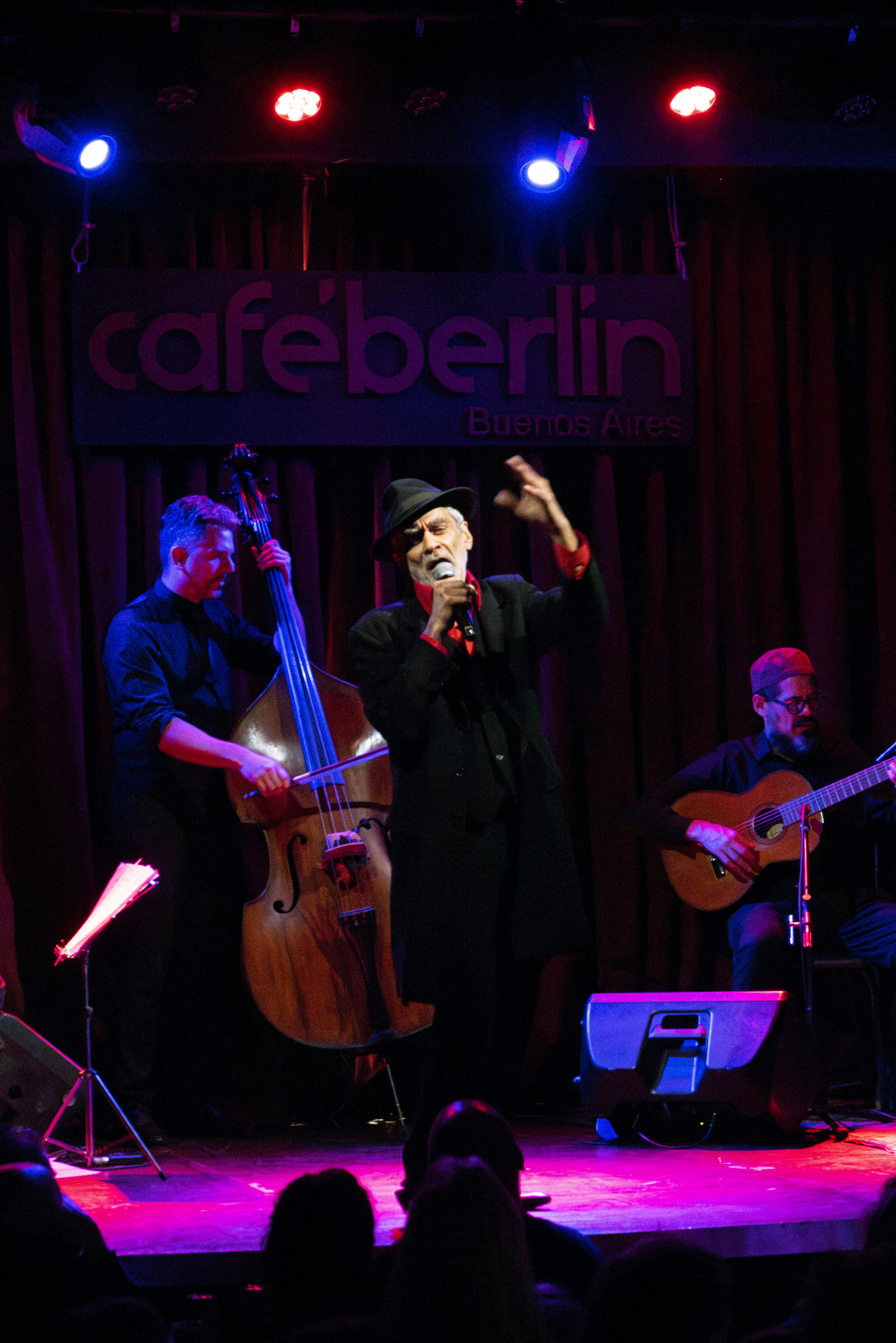
Daniel Melingo en Café Berlín, Buenos Aires.

Entre los años 1979 y 1980 acompañó al músico brasileño Milton Nascimento. En 1980 se sumó a Los Abuelos de la Nada, banda conformada en ese entonces por Miguel Abuelo (voz), Andrés Calamaro (teclados y voz), Gustavo Bazterrica (guitarra), Cachorro López (bajo) y Polo Corbella (batería). Fue el creador del grupo de teatro-musical RING CLUB (1979), también junto a Víctor Kesselman, creó el espectáculo "Juicio Oral y Público al Dr. Moreau" que Los Abuelos de la Nada presentaron el 29 y 30 de diciembre de 1981. Terminó dejando la banda a fines de 1983, para dedicarse a sus otros proyectos en marcha.
En 1982 fundó Los Twist junto a Pipo Cipolatti y en 1984 integró la banda de Charly García junto con Alfredo Toth (bajo), Willy Iturri (batería), Pablo Guyot (guitarra), Fabiana Cantilo (coros) y Fito Páez (teclados). En ese año, con dicha banda, graba el álbum Piano Bar.
En mayo de 1985 volvió con Los Abuelos de la Nada como invitado.
En 1986 viajó a España, donde colabora con el popular grupo Los Toreros Muertos, armando, posteriormente, una banda llamada Lions In Love, con la que grabó dos álbumes: Lions in love (1989) y Psicofonías (1992).
En 1995 graba su álbum debut H20 producido por Cachorro López, con sesionistas como: Andrés Calamaro, Pomo, Pedro Aznar, Willy Crook, Patan Vidal, Guillermo Badalá, Robert Etkin, Tom Malone. Mitad en La Diosa Salvaje en Buenos Aires. Mitad en Electric Lady New York City.  
A partir de 1997 Melingo se volcó al tango, creó, produjo y dirigió un programa ("Malayunta") por la señal de cable Sólo Tango, en el que músicos de rock interpretaban tangos.
En la actualidad, realiza funciones no solo en Argentina, sino también a nivel internacional.
En 2017 gana el Premio Gardel como mejor Álbum de Tango Alternativo, con Anda y como mejor videoclip por el tema "En un Bosque de la China" dirigido por Luis Ortega 
En 2019 formó junto al maestro Juan Pablo Gallardo "La Típica Melingo", un proyecto orquestal dirigido y arreglado por el pianista a partir de una idea del propio Melingo para el ciclo "Universo Melingo", celebrado en septiembre y octubre de ese año en el C.C.K. A partir de allí fueron invitados a festivales europeos como el "Banlieues Bleues" en 2022, además de realizar una gira por Europa con una formación femenina de 4 Bandoneones, 4  Violines, Contrabajo y Piano, ejecutado por el propio Juan Pablo Gallardo.[cita requerida]
En 2021 prestó su voz en La Asombrosa Excursión de Zamba, en Pakapaka, para el personaje de Astor Piazzolla.
En diciembre de 2021 la Legislatura de la Ciudad Autónoma de Buenos Aires lo distinguió Personalidad Destacada de la Ciudad Autónoma de Buenos Aires en el ámbito de la Cultura.
En enero de 2022 creó, escribió (junto a Rodolfo Palacios) la Ópera Linyera (Oasis) estrenada en septiembre y octubre de 2022 en Buenos Aires, que protagonizó una puesta teatral con personajes de la mitología griega creando un paralelo del Olimpo del rock y la poesía: Andrés Calamaro, Enrique Symns, Fernando Noy y la participación del italiano Vinicio Capossela.[cita requerida]

### Trayectoria como músico
- 1979 - 1980: con la banda de Milton Nascimento
- 1980-1985: Los Abuelos de la Nada
- 1982-1985: Los Twist
- 1983-1986: Banda de Charly García
- 1985-1986: Ray Milland Band
- 1987-1995: Lions in Love
- 1995-presente: Solista

### Trayectoria como compositor en cine
- 2008: Futuro Perfecto de Mariano Galperín.[6]
- 2019: El Ángel de Luis Ortega.

### Trayectoria como actor
- 2014: Una noche sin luna, protagonista, del director uruguayo Germán Tejeira.
- 2014: Lulú, en el papel de Hueso, de Luis Ortega.
- 2014: Su realidad, protagonista, dirigido por Mariano Galperín.[7]
- 2016: Gilda no me arrepiento de este amor, diferentes roles, de Lorena Muñoz.[8]
- 2016: Campaña antiargentina, en el papel de Laureano, de Alejandro Parysow.
- 2023: Reparo, diferentes roles, de Lucía van Gelderen,[9]  en el que  gana el "Premio Mejor Actor en el Festival de Cine Femenino de Punta del Este, Uruguay" con el personaje de Mariano.[10]

## Discografía

### Álbumes con Los Abuelos de la Nada
- Los Abuelos de la Nada (álbum) (1982)
- Vasos y besos (1983)
- Los Abuelos en el Opera (1985)

### Álbumes con Los Twist
- La dicha en movimiento (1983)
- Cachetazo al vicio (1984)
- La máquina del tiempo (1985)

### Álbumes varios
- La Fuente (1980)
- Fontova Trío (1981) con Horacio Fontova
- Piano bar (1984), con la banda de Charly García
- Detectives (1985) integrante de la banda de Fabiana Cantilo
- Los Toreros Muertos (1991), con Los Toreros Muertos
- Big Bombo Mamma (1994), álbum de Willy Crook
- Eco (1997)
- Klub (2017), colaborando en el proyecto Los Auténticos Reggaementes con los temas Confundido (feat. Los Auténticos Decadentes & Vicentico) y El Jorobadito (feat. Los Auténticos Decadentes & Iluminate)
- Spinettango  (2022)
- Spinettango 2 (2025)

### Álbumes con Lions in Love
- Lions in love (1989)
- Psicofonías (1994)

### Álbumes como solista
- H2O (1996)
- Tangos bajos (1998)
- Ufa (1999)
- Santa milonga (2004)
- Maldito tango (2008)
- Corazón y Hueso (2010)
- Linyera (2014)
- Andá (2016)
- Oasis (2018)
- S'il Vous Plait (2022)